# Geostiba consobrina
Geostiba consobrina é uma espécie de insetos coleópteros polífagos pertencente à família Staphylinidae.
A autoridade científica da espécie é Assing, tendo sido descrita no ano de 2003.
Trata-se de uma espécie presente no território português.